# In the Heart of the Young
| Recensione | Giudizio |
| ---------- | -------- |
| AllMusic   |          |

In the Heart of the Young è il secondo album in studio del gruppo musicale statunitense Winger, pubblicato il 24 luglio 1990 dalla Atlantic Records.

## Descrizione
L'album segue la falsa riga dell'esordio, ponendo maggiore enfasi sugli elementi progressive e le power ballad. Come il precedente, fu un successo conquistando il 15º posto della Billboard 200 grazie soprattutto alla ballata Miles Away, che divenne la maggiore hit in classifica del gruppo.
Secondo quanto riportato da Kip Winger, Can't Get Enuff e Easy Come Easy Go vennero aggiunte al disco solo in un secondo momento, scritte in quanto la band riteneva che non ci fossero abbastanza pezzi rock nella scaletta finale.

## Tracce
1. Can't Get Enuff – 4:19 (Kip Winger, Reb Beach)
2. Loosen Up – 3:28 (Winger, Beach, Paul Tyalor, Rod Morgenstein)
3. Miles Away – 4:11 (Taylor)
4. Easy Come Easy Go – 4:03 (Winger)
5. Rainbow in the Rose – 5:33 (Winger, Beach)
6. In the Day We'll Never See – 4:50 (Winger, Beach, Taylor, Morgenstein)
7. Under One Condition – 4:27 (Winger, Beach)
8. Little Dirty Blonde – 3:31 (Winger, Taylor)
9. Baptized by Fire – 4:11 (Winger, Beach)
10. You Are the Saint, I Am the Sinner – 3:35 (Winger, Beach)
11. In the Heart of the Young – 4:37 (Winger)

Tracce bonus nell'edizione giapponese
1. All I Ever Wanted – 3:35 (Winger, Beach, Taylor, Morgenstein)
2. Headed for a Heartbreak (Remix) – 3:36 (Winger)

## Formazione

### Gruppo
- Kip Winger – voce, basso, tastiere
- Reb Beach – chitarra solista, cori
- Paul Taylor – chitarra ritmica, tastiere, cori
- Rod Morgenstein – batteria, percussioni, cori

### Altri musicisti
- Paul Winger, Nate Winger – cori aggiuntivi
- Chris Botti – tromba in Rainbow in the Rose
- Micheal Davis – trombone in Rainbow in the Rose

### Produzione
- Beau Hill – produzione, ingegneria del suono
- Martin Horenburg – ingegneria del suono (assistente)
- Jimmy Hoyson, Dave Collin, Beau Hill – missaggio
- Ted Jensen – mastering presso lo Sterling Sound di New York

## Classifiche

### Classifiche settimanali
| Classifica (1990) | Posizione massima |
| ----------------- | ----------------- |
| Finlandia         | 27                |
| Giappone          | 29                |
| Stati Uniti       | 15                |

### Classifiche di fine anno
| Classifica (1990) | Posizione |
| ----------------- | --------- |
| Stati Uniti       | 84        |